# Salmonopuntia salmiana
Salmonopuntia salmiana ist eine Pflanzenart in der Gattung der Salmonopuntia aus der Familie der Kakteengewächse (Cactaceae). Das Artepitheton salmiana ehrt  Joseph zu Salm-Reifferscheidt-Dyck.

## Beschreibung
Salmonopuntia salmiana wächst strauchig, ist reich verzweigt mit mehreren eher schwachen Haupttrieben und erreicht Wuchshöhen von bis zu 2 Meter. Die häufig rötlich bis etwas purpurfarben überhauchten, nicht gehöckerten, zylindrischen Triebabschnitte weisen Durchmesser von bis zu 1,5 Zentimeter auf. Die kleinen weißen Areolen sind  bewollt. Ihre Glochiden sind gelb. Es sind mehrere, weißliche, bis zu 1,5 Zentimeter lange Dornen vorhanden, die gelegentlich fehlen.
Die hellgelben bis weißlichen Blüten erreichen Durchmesser von 2 bis 3,5 Zentimeter. Die keulenförmigen rötlichen Früchte sind (fast) unbedornt.

## Verbreitung, Systematik und Gefährdung
Salmonopuntia salmiana ist im Südwesten Brasiliens, in Paraguay, Bolivien und im Norden Argentiniens in Höhenlagen von 400 bis 1900 Metern verbreitet.
Die Erstbeschreibung als Opuntia salmiana durch Ludwig Georg Karl Pfeiffer wurde 1837 veröffentlicht. Paul V. Heath stellte die Art 1999 in die Gattung Salmonopuntia. Nomenklatorische Synonyme sind Cylindropuntia salmiana (J.Parm. ex Pfeiff.) F.M.Knuth (1930), Austrocylindropuntia salmiana (J.Parm. ex Pfeiff.) Backeb. (1942), Platyopuntia salmiana (J.Parm. ex Pfeiff.) F.Ritter (1980) und Salmiopuntia salmiana (J.Parm. ex Pfeiff.) Guiggi (2011).
In der Roten Liste gefährdeter Arten der IUCN wird die Art als „Least Concern (LC)“, d. h. als nicht gefährdet geführt. Die zukünftige Entwicklung der Populationen ist unbekannt.

## Nachweise